# Utiaritichthys
Az Utiaritichthys a csontos halak (Osteichthyes) főosztályának a sugarasúszójú halak (Actinopterygii) osztályába, ezen belül a pontylazacalakúak (Characiformes) rendjébe és a pontylazacfélék (Characidae) családjába tartozó nem.

## Előfordulásuk
Az Utiaritichthys-fajok kizárólag Dél-Amerikában fordulnak elő. Az Utiaritichthys longidorsalis, csak a brazíliai Madeira folyó medencéjében, míg az Utiaritichthys sennaebragai az Amazonas mellékfolyóiban és az Orinocóban is fellelhető.

## Megjelenésük
A halak testhossza fajtól függően 20,3-25 centiméter között van.

## Életmódjuk
Trópusi és édesvízi halfajok, amelyek főleg a fenék közelében tartózkodnak.

## Rendszerezés
A nembe az alábbi 2 faj tartozik:
- Utiaritichthys longidorsalis Jégu, Tito de Morais & Santos, 1992
- Utiaritichthys sennaebragai Miranda Ribeiro, 1937